# 326 v.Chr.
Het jaar 326 v.Chr. is een jaartal volgens de christelijke jaartelling.

## Gebeurtenissen

### India
- Mei - Slag bij de Hydaspes: Alexander de Grote verslaat de Indische koning Poros in de omgeving van de rivier de Jhelum.
- Alexander de Grote sticht de stad Bucephala genoemd naar zijn paard en Porus sluit een alliantie met het Macedonische Rijk.
- Het Macedonische leger komt bij de rivier de Hyphasis (Beas) in opstand tegen Alexander, hij besluit om terug te gaan.
- De Macedonische admiraal Nearchus vaart met een vloot de rivier de Indus af en bereikt na maanden de Indische Oceaan.

### Italië
- Publius Plautius Proculus en Publius Cornelius Scapula zijn consul in het Imperium Romanum.
- Alexander van Epirus wordt door de Tarentijnen in de Slag bij Pandosia vernietigend verslagen.

### Europa
- Koning Elidurus (326 - 321 v.Chr.) bestijgt de troon van Brittannië, nadat de edelen in opstand zijn gekomen.

## Overleden
- Coenus, Macedonische veldheer